# Silvano Ciampi
Silvano Ciampi (Maresca, San Marcello Pistoiese, 22 de febrer de 1932 - Pistoia, 
22 d'abril de 2022) fou un ciclista italià, ja retirat, que fou professional entre 1957 i 1965. En el seu palmarès destaquen dues etapes del Giro d'Itàlia, el 1958 i 1961. Una vegada retirat va exercir de director esportiu en petites formacions italianes fins a 1970.

## Palmarès
- 1957
  - 1r al Giro del Piemont
  - 1r al Gran Premi de la Indústria i el Comerç de Prato
  - 1r al Trofeu Matteotti
  - Vencedor d'una etapa del Giro de Sicília
- 1958
  - Vencedor d'una etapa del Giro d'Itàlia
- 1959
  - 1r al Giro dels Apenins
  - 1r al Giro de Romanya
  - 1r al Giro del Piemont
- 1960
  - 1r al Trofeu Longines, amb Guido Carlesi, Emile Daems, Rolf Graf i Alfredo Sabbadin
- 1961
  - Vencedor de 2 etapes de la Roma-Nàpols-Roma
  - Vencedor d'una etapa del Giro d'Itàlia
- 1962
  - 1r al Giro de la Campània

### Resultats al Giro d'Itàlia
- 1957. Abandona
- 1958. Abandona (10a etapa). Vencedor d'una etapa
- 1959. 80è de la classificació general
- 1960. Abandona
- 1961. Abandona. Vencedor d'una etapa
- 1962. Abandona
- 1963. 50è de la classificació general
- 1964. 54è de la classificació general